# Campoplex longicaudis
Campoplex longicaudis är en stekelart som beskrevs av Julius Theodor Christian Ratzeburg 1852. Campoplex longicaudis ingår i släktet Campoplex och familjen brokparasitsteklar. Inga underarter finns listade.